# بيت الاهنومي (كحلان عفار)

تعديل مصدري - تعديل

بيت الاهنومي هي إحدى قرى عزلة عفار بمديرية كحلان عفار التابعة لمحافظة حجة، بلغ تعداد سكانها 91 نسمة حسب تعداد اليمن لعام 2004.